# Chiesa di Santa Lucia (Firenze)
La chiesa di Santa Lucia è un luogo di culto cristiano che si trova in via del Podestà, nella frazione Galluzzo di Firenze; sorta come chiesa cattolica e tuttora regolarmente officiata come tale, è dal novembre 2015 sede anche dell'omonima parrocchia ortodossa rumena.

## Storia e descrizione
L'antica chiesa di Santa Lucia, detta Ammazzapagani, è documentata dal XII secolo, sotto il patronato del Capitolo della Cattedrale fiorentina e poi della famiglia Petribuoni-Fastelli. Nel 1784 fu dichiarata prioria. Fu ricostruita e ampliata nell'800, poi ancora restaurata dopo la prima guerra mondiale dall'architetto Caldini e consacrata nel 1930.
La chiesa ha due campane del XIV secolo. Sopra il portale d'entrata è presente una lunetta con un mosaico raffigurante Santa Lucia da Siracusa. Il rosone è costituito da una trifora.
Divenuta insufficiente per le necessità dell'accresciuta popolazione, venne costruita in via Volterrana, su progetto di Giorgio Ceccherelli e Mario Corsi, una nuova chiesa dedicata a san Giuseppe (e a santa Lucia), consacrata nel 1962.